# Ото (Бавария)
Вижте пояснителната страница за други личности с името Ото.
Ото Вилхелм Луитполд Адалберт Валдемар фон Вителсбах Баварски (на немски: Otto Wilhelm Luitpold Adalbert Waldemar von Wittelsbach, König von Bayern, * 27 април 1848, Мюнхен, † 11 октомври 1916, дворец Фюрстенрид до Мюнхен) от династията Вителсбахи, е крал на Бавария от 1886 до 1916 г. като Ото I. След смъртта на брат му, крал Лудвиг II, управлението е поето през 1886 – 1912 г. от чичо му Луитполд Баварски и през 1912 – 1913 г. от братовчед му Лудиг III като принцрегенти.

## Биография
Ото е вторият син на крал Максимилиан II Йозеф (1811 – 1864) и неговата съпруга принцеса Мария Пруска (1825 – 1889), дъщеря на принц Вилхелм фон Прусия и Мария Анна Амалия фон Хесен-Хомбург.
През 1864 г. той е изпратен във военно училище. От 18 юни до 15 юли 1864 г. двамата братя посрещат австрийските и руските императорски двойки. След около една година при Ото се забелязват първите умствени смущения.
През 1866 г. вече пълнолетен Ото участва активно в Немската война и Френско-германската война през 1870/1871 г.
От 1871 г. Ото избягва все повече срещи с чужди хора. От януари 1872 г. Ото официално е душевно болен, от 1873 г. е държан в изолация в южния павилион на дворец Нимфенбург. През 1883 г. Ото е изместен в дворец Фюрстенрид.
Ото умира неочаквано от чревно смущение. Той е погребан близо до брат му в църквата Св. Михаил в Мюнхен.